# Narvacan
Narvacan ist eine philippinische Stadtgemeinde in der Provinz Ilocos Sur und liegt am Südchinesischen Meer. Im Osten grenzt sie an die Provinz Abra. Im Jahre 2015 zählte sie 44.006 Einwohner. Narvacan liegt in einem flachen Tal, dessen Lage sich gut für den Anbau von Getreide und anderen Nutzpflanzen eignet. Teile des Northern-Luzon-Heroes-Hill-Nationalparks liegen auf dem Gebiet der Gemeinde.
Narvacan ist in folgende 34 Baranggays aufgeteilt:
| - Abuor - Ambulogan - Aquib - Banglayan - Bantay Abot - Bulanos - Cadacad - Cagayungan - Camarao - Casilagan - Codoog - Dasay | - Dinalaoan - Estancia - Lanipao - Lungog - Margaay - Marozo - Naguneg - Orence - Pantoc - Paratong - Parparia | - Quinarayan - Rivadavia - San Antonio - San Jose - San Pablo - San Pedro - Santa Lucia - Sarmingan - Sucoc - Sulvec - Turod |